# Dorymyrmex biconis
Dorymyrmex biconis es una especie de hormiga del género Dorymyrmex, subfamilia Dolichoderinae. Fue descrita científicamente por Forel en 1912.
Se distribuye por Brasil, Colombia, Perú y Venezuela. Se ha encontrado a elevaciones de hasta 127 metros. Vive en microhábitats como el forraje.